# Saint-Jean-Ligoure
Saint-Jean-Ligoure ist eine Gemeinde in Frankreich. Sie gehört zur Region Nouvelle-Aquitaine, zum Département Haute-Vienne, zum Arrondissement Limoges und zum Kanton Condat-sur-Vienne. 

## Geographie
Sie grenzt im Nordwesten an Le Vigen, im Norden an Boisseuil, im Nordosten an Saint-Hilaire-Bonneval, im Osten an Pierre-Buffière, im Südosten an Vicq-sur-Breuilh, im Süden an Saint-Priest-Ligoure, im Südwesten an Janailhac und im Westen an Saint-Maurice-les-Brousses. Der Hauptort liegt am Ufer des Flusses Ligoure. Zu Saint-Jean-Ligoure gehören Weiler wie Esselet, Samie, Les Champs, Lalet, La Ribeyrolle, Laplaud, Labrousse, Le Pertius, Chabreuil, L’Age du Bois, Luret und Lauterie.

## Bevölkerungsentwicklung
| Jahr      | 1962 | 1968 | 1975 | 1982 | 1990 | 1999 | 2008 | 2013 |
| --------- | ---- | ---- | ---- | ---- | ---- | ---- | ---- | ---- |
| Einwohner | 653  | 572  | 448  | 481  | 436  | 419  | 411  | 500  |

## Sehenswürdigkeiten

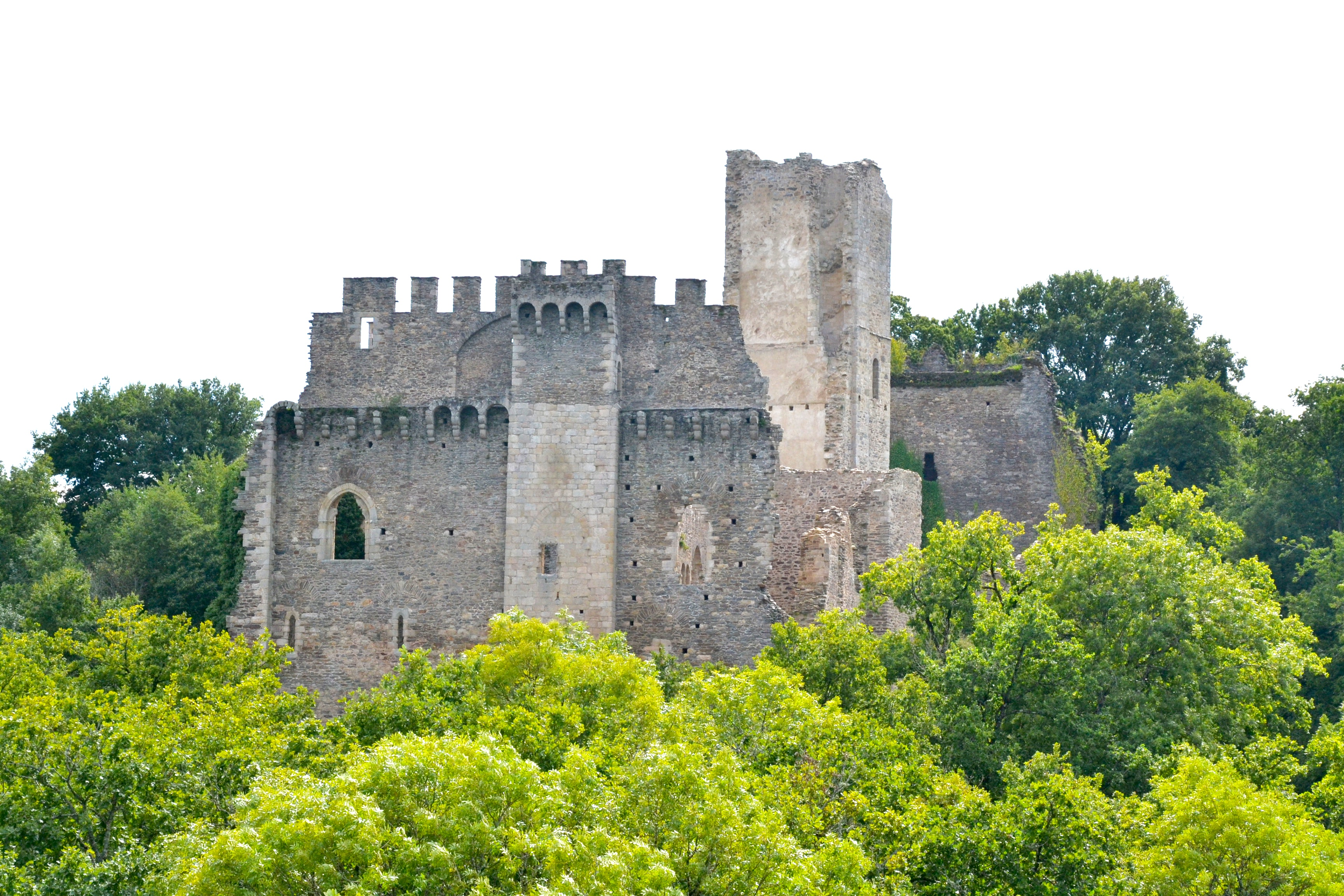
Burgruine Chalucet

- Kirche Saint-Jean-Baptiste
- Burgruine Chalucet